# Chiem van Houweninge
Joachimus Johannes (Chiem) van Houweninge (Den Haag, 20 november 1940) is een succesvol Nederlands scenarioschrijver, producent, regisseur en acteur. Hij schreef onder andere scenario's van Zeg 'ns AAA en Oppassen!!! Hij is Ridder in de Orde van de Nederlandse Leeuw.

## Privé
Zijn vader was Joachim van Houweninge, een kunstschilder. Zijn moeder overleed toen van Houweninge drie jaar oud was. Vader hertrouwde nooit en Chiem bleef enig kind. De kleine Van Houweninge werd groot in de aanwezigheid van huishoudsters. Elementen van (een van) de huishoudsters verwerkte hij later (onbewust) in het beroemde televisiepersonage Mien Dobbelsteen. 
Vader Van Houweninge ging op latere leeftijd weer bij zijn zoon en diens gezin in  huis wonen, een element dat weer werd verwerkt in de serie Oppassen!!!.
Chiem van Houweninge is getrouwd met scenarioschrijfster Marina de Vos (dochter van Henk de Vos). Het paar kreeg twee kinderen, Hendriekje (beeldend kunstenaar) en Chiem jr. (regisseur). 

## Loopbaan
Aanvankelijk studeerde Van Houweninge Culturele Antropologie en Dramaturgie aan de Universiteit van Amsterdam. Via via kwam hij in een werkgroep van het Instituut voor Dramatische Kunst terecht. “Toen moest ik ineens iets maken. Het beviel me erg goed en gelukkig beviel het resultaat de anderen ook, zodat ik de stimulans had om er mee door te gaan.”
In 1965 stapte hij over naar de Amsterdamse Toneelschool waar hij in 1969 eindexamen deed. Zijn eindexamenstuk was het televisiespel ‘Huil maar even bij me uit’. ”Het is onder regie van Kees van Iersel gemaakt en daarna uitgezonden. Dat was mijn eerste in 1965.”
De loopbaan van Van Houweninge startte toen Jules Croiset in mei 1969 met Theater Producties Croiset begon. Samen met Croiset en Sonja Brill maakt Van Houweninge deel uit van het kleine gezelschap en debuteerde hij in De Rozenoorlogen. Aansluitend speelde hij bij het Nieuw Rotterdams Toneel, het Amsterdams Toneel (vanaf september 1972) en het Publiekstheater. Hij was ook lid van de artistieke staf van het Publiekstheater. Maar hij werd vooral bekend als scenarioschrijver van televisieseries. Ook schreef hij het scenario van de speelfilm Lieve jongens in 1980.

## Tatort
Vanaf 1981 speelde Van Houweninge aan de zijde van Götz George (Horst Schimanski in de serie) in de populaire Duitse krimi Tatort. De eerste aflevering waarin hij meespeelde was de onzichtbare tegenstander. In de serie wordt hij Hänschen (Hansje) genoemd. Uiteindelijk wordt in de Schimanski-aflevering Der Fall Schimanski duidelijk dat het personage Hans Scherpenzeel Van Maaskant-Schoutens heet.
Voor de Duitse televisiezender WDR was hij tussen 1982 en 1991 (mede-)auteur van de serie Tatort en van 1997 tot 2013 van Schimanski. Deze series met commissaris Horst Schimanski (gespeeld door Götz George) speelden zich af in Duisburg. Van Houweninge speelde zelf ook mee als Hänschen. In de aflevering Der Fall Schimanski  werd de volle naam van Hänschen bekendgemaakt: Hans Scherpenzeel van Maaskant-Schoutens. Van Houweninge schreef vooral de afleveringen die deels in Nederland spelen.

## Zeg 'ns Aaa en Oppassen
Zijn grootste bekendheid heeft Van Houweninge te danken aan de series  Zeg 'ns Aaa en Oppassen!!!. Beide series bereikten wekelijks een miljoenenpubliek. Oppassen!!! is met 321 afleveringen ook de langst lopende comedy op de Nederlandse televisie.
Volgens Van Houweninge is herkenbaarheid het geheim van het succes: "Dat geldt ook voor mijzelf. Ik schrijf het liefst over dingen die dicht bij me staan." 
In hetzelfde interview wordt hij omschreven als 'een scenarioschrijver met een zwak voor gezellige familietaferelen, die bij voorkeur goed aflopen'. Van Houweninge: "Daar is toch niks mis mee? (...) Al kan ik geen thema of taboe bedenken dat niet in een van mijn series aan bod is gekomen."
Hij schreef de series samen met Alexander Pola voor de VARA. In Trouw zei Van Houweninge daarover: "We kenden elkaar toen al enige jaren. Samen met Pola had ik Ieder zijn deel en Cassata gemaakt. (...) Voor de NCRV hadden we ook nog een serie van acht Schoppen Troef afgeleverd. Het was na dat gezamenlijk optrekken dat Joop Koopman van de VARA ons benaderde iets nieuws te gaan doen."
Van Houweninges echtgenote Marina de Vos leverde tekstbijdragen aan Zeg 'ns Aaa. Toen Pola ziek werd (het einde van Zeg 'ns Aaa was toen al aangekondigd), nam ze de pen over van Pola. Zij was vervolgens ook betrokken bij volgende producties van haar man. Nadat Pola stopte met schrijven, werd  Lars Boom co-schrijver van Oppassen!!!

## Blue Horse Productions
Van Houweninge schrijft niet alleen, maar produceert ook series. Waaronder bijvoorbeeld Oppassen!!! In 1991 start hij daarom Blue Horse Production. (In een artikel in het AD wordt vermeld dat Blue Horse al begin jaren tachtig bestond. Toen nog op de eerste verdieping van de bloemenzaak van zijn vader aan de Lange Houtstraat in Den Haag. Toen de bloemenzaak verhuisde, begon schoonzus Dorine de Vos daar Café Schlemmer. Ook is 1986 als begindatum te vinden.) Het bedrijf produceerde onder meer Oppassen!!!, Ben zo terug, Bergen Binnen en Luifel & Luifel. 
Zat het bedrijf eerst in Hilversum, verhuisde het in 1997 naar Rotterdam. Het bedrijf nam zijn intrek in het oude ketelhuis van de voormalige Schiecentrale. Later bleek dat de verhuizing van Blue Horse een belangrijke impuls aan de ontwikkeling van de creatieve sector in het Rotterdamse Lloydkwartier had gegeven.

## Werk van Van Houweninge

### Schrijver
- Huil maar even uit (televisiespel, eindexamenstuk)
- De laatste trein (toneelstuk, ook voor televisie gemaakt en eveneens uitgezonden in Canada en Australië) [1]
- Gevangene No 3048 (voor Nieuw Rotterdams Toneel) [1]
- Gemeubileerd (1970, tv-spel voor de Avro)
- De laatste trein (1970, tv-spel voor de Avro)
- Hartedief (1970, televisiespel voor de Avro)[11]
- De hippe vogels van bikini (1971)[12]
- Bobo en Bobo (1972, thriller)[13]
- Opgeruimd staat netjes (1975)
- De dwaze lotgevallen van Sherlock Jones (1975; een van de vier schrijvers)
- Ieder zijn deel (1976-1978)
- Cassata (1979) (televisieserie)
- Lieve jongens, Wolfgang jr. (1980)
- Schoppentroef (1984) (televisieserie)
- Zeg 'ns Aaa (1981-1993)
- Oppassen!!! (1991-2003)
- De Victorie (1994)
- Ben zo terug (1999-2001)
- Luifel & Luifel (2001-2002)
- Bergen Binnen (2003-2004)
- Zeg 'ns Aaa (2009)
- We gaan nog niet naar huis (2008-2010)
- De Rotterdam Connectie (2016)

### Vertalingen & Nasynchronisatie
- Samen met Ton Lutz vertaalde Van Houweninge vijf werken van Tsjechov uit het Russisch. Het gaat om De Kersentuin, Drie Zusters, Oom Wanja en 'n Meeuw. Van Houweninge is het Russisch machtig omdat hij in militaire dienst als tolk/vertaler Russisch was opgeleid.
- De stem Slinky in de Nederlandse versie van de films Toy Story, Toy Story 2, Toy Story 3 en Toy Story 4 en het Disney-videospel Disney Infinity.
- Nederlandse nasynchronisatie van de Pixar-shorts van Toy Story (zoals Hawaiian Vacation)

## Onderscheidingen
- 1968, de ANV-Visser Neerlandia-prijs voor Pachacamac.
- 1984, Gouden Televizier-Ring voor Zeg ‘ns Aaa[14]
- 1996, Gouden Televizier-Ring voor Oppassen!!![15]
- 2000, Van Houweninge werd benoemd tot Ridder in de Orde van de Nederlandse Leeuw voor zijn hele oeuvre en zijn bijdrage aan de kwaliteit van het Nederlandse televisie- en filmproduct.[8]

## Trivia
- In 2019 heeft Van Houweninge een deel van zijn werk (audiovisueel materiaal, scripts, foto’s, draaiboeken van Zeg ’n Aaa en Oppassen!!!) overgedragen aan het Instituut voor Beeld en Geluid in Hilversum.
- In 2020 is hij, samen met zijn vrouw Marina, op 80-jarige leeftijd te zien in een televisiecommercial van McDonalds.[16] De reclame kreeg een nominatie voor de Gouden Loeki Award, maar won 'm niet.